# 歌百灵
歌百灵（学名：Mirafra javanica），是百灵科歌百灵属的一种，是游猎迁徙的候鸟，分布于香港、巴布亚新几内亚、缅甸、老挝、中国大陆、澳大利亚、东帝汶、泰国、印度尼西亚、菲律宾、越南和柬埔寨。全球活动范围约为6,660,000平方千米。该物种的保护状况被评为无危。
歌百灵的平均体重约为22.6克。栖息地包括温带草原、亚热带或热带的（低地）干燥疏灌丛、耕地、温带疏灌丛、干燥的稀树草原和亚热带或热带的（低地）干草原。该物种的模式产地在印度尼西亚爪哇。

## 亚种
- 歌百灵两广亚种（学名：Mirafra javanica williamsoni）。分布于广东、广西等地。该物种的模式产地在泰国曼谷。[2]